# Championnat de Belgique masculin de handball 2010-2011
Navigation
Division 1 2009-2010 Division 1 2011-2012
La saison 2010-2011 du championnat de Belgique de handball fut la 53e édition de la plus haute division belge de handball.  La première phase du championnat la phase classique, est suivie des Play-offs et des Play-downs.       
Cette édition fut remportée par l'Initia HC Hasselt, sacré champion pour la onzième fois de son histoire, il rattrape ainsi le ROC Flémalle qui lui aussi avait collectionné onze titres de champion et était alors le plus titré du royaume.
Le United HC Tongeren, tenant du titre, termine deuxième et occupe donc la place de dauphin, le Sporting Neerpelt-Lommel suit à la troisième place tandis que l'Achilles Bocholt termine dernier et quatrième des Play-offs, ce sont ces quatre clubs qui auront l'honneur de représenter la Belgique en BeNeLux Liga la saison suivante.
Le KTSV Eupen 1889 est relégué et sera remplacé la saison suivante par l'Union beynoise.

## Participants
En gras, les clubs engagés en BeNeLux liga
| Club                        | Classement 2009-2010 | Localisation            | Entraîneur                     | Salle                        | Capacité |
| --------------------------- | -------------------- | ----------------------- | ------------------------------ | ---------------------------- | -------- |
| United HC Tongeren          | 1er                  | Tongres                 | Jos Schouterden                | Eburons Dôme Tongeren        | 1 000    |
| Achilles Bocholt            | 2e                   | Bocholt                 | Harold Nusser Gabrie Rietbroek | Sportcomplex De Damburg      | 1 539    |
| Initia HC Hasselt           | 3e                   | Hasselt                 | Luc Boiten                     | Sporthal Alverberg           | 1 730    |
| HC Atomix                   | 4e                   | Haacht/Keerbergen/Putte |                                | Sporthal Den Dijk            | 600      |
| KV Sasja HC Hoboken         | 5e                   | Anvers                  | Alex Jacobs                    | Sportcomplex Sorghvliedt     | 950      |
| HC Eynatten-Raeren          | 6e                   | Raeren                  | Mariusz Kedziora               | Sporthalle Eynatten          | 700      |
| Sporting Neerpelt-Lommel    | 7e                   | Neerpelt/Lommel         | Predrag Dosen                  | Sportcentrum Dommelhof       | 1 600    |
| VOO HC Herstal-Flémalle ROC | 8e                   | Herstal/Flémalle        | Jean-Luc Grandjean             | Hall Omnisports "La Préalle" | 1200     |
| KTSV Eupen 1889             | 9e                   | Eupen                   |                                | Sportzentrum Eupen           | ?        |
| Union beynoise              | 1er (D2)             | Beyne-Heusay            | Olivier Leleux                 | Hall Omnisports Edmond Rigo  | 400      |

### Localisation
| \| KTSV Eupen United HC Tongeren Achilles Bocholt Initia HC Hasselt Union beynoise KV Sasja HC Eynatten Sporting NeLo HC Atomix Herstal-Flémalle \| Localisation des clubs engagés dans le championnat |
| KTSV Eupen United HC Tongeren Achilles Bocholt Initia HC Hasselt Union beynoise KV Sasja HC Eynatten Sporting NeLo HC Atomix Herstal-Flémalle                                                          |

Nombre d'équipes par Province
| # | Province                    | Nombre | Équipe(s)                                                                         |
| - | --------------------------- | ------ | --------------------------------------------------------------------------------- |
| 1 | Province de Limbourg        | 4      | Initia HC Hasselt, United HC Tongeren, Achilles Bocholt, Sporting Neerpelt-Lommel |
| 2 | Province de Liège           | 4      | Union beynoise, KTSV Eupen 1889, VOO HC Herstal-Flémalle ROC, HC Eynatten-Raeren  |
| 3 | Province d'Anvers           | 1      | KV Sasja HC Hoboken                                                               |
| 4 | Province du Brabant flamand | 1      | HC Atomix                                                                         |

## Compétition

### Organisation du championnat
La saison régulière est disputée par 10 équipes jouant chacune l'une contre l'autre à deux reprises selon le principe des phases aller et retour. Une victoire rapporte 2 points, une égalité, 1 point et, donc une défaite 0 point.
Après la saison régulière, les 4 équipes les mieux classées s'engagent dans les play-offs. Ceux-ci constituent en un nouveau championnat où les 4 équipes s'affrontent en phase aller-retour mais lors duquel l'équipe classée première de la saison régulière part avec 4 points, le second, 3, le troisième, 2, le quatrième, 1.
Ces quatre équipes s'affrontent pour le titre de champion mais aussi pour se qualifier en Coupe d'Europe la saison suivante.
Lors de ces play offs, les deux premières équipes sont qualifiés pour la finale, une finale en trois manches, dont le premier reçoit deux fois et le second une fois. Tandis que le troisième reçoit le quatrième pour le match de la troisième place.
Pour ce qui est des 6 dernières équipes de la phase régulière, elles s'engagent quant à elles dans les play-downs. Il s'agit là aussi d'une compétition normale en phase aller-retour mais pour laquelle, le premier de c'est play-downs commence avec 6 points, le second, 5, le troisième, 4, le quatrième, 3, le cinquième, 2 et le sixième avec 1 points.
Ces quatre équipes s'affrontent dans le but de ne pas pouvoir finir à la dernière place synonyme de relégation en division 2.

### Saison régulière

#### Classement
|    | Équipe                      | Pts | J  | G  | N | P  | Bp  | Bc  | Diff |
| -- | --------------------------- | --- | -- | -- | - | -- | --- | --- | ---- |
| 1  | Initia HC Hasselt           | 33  | 18 | 15 | 3 | 0  | 624 | 482 | 142  |
| 2  | United HC Tongeren (T) (C)  | 29  | 18 | 14 | 1 | 3  | 537 | 421 | 116  |
| 3  | Achilles Bocholt            | 26  | 28 | 12 | 2 | 4  | 543 | 493 | 50   |
| 4  | Sporting Neerpelt-Lommel    | 25  | 18 | 12 | 1 | 5  | 532 | 506 | 26   |
| 5  | KV Sasja HC Hoboken         | 23  | 18 | 11 | 1 | 6  | 574 | 523 | 51   |
| 6  | HC Eynatten-Raeren          | 13  | 18 | 6  | 1 | 11 | 504 | 559 | -55  |
| 7  | Union Beynoise              | 11  | 18 | 5  | 1 | 12 | 516 | 570 | -54  |
| 8  | HC Atomix                   | 9   | 18 | 3  | 3 | 12 | 484 | 558 | -74  |
| 9  | VOO HC Herstal-Flémalle ROC | 8   | 18 | 4  | 0 | 14 | 466 | 542 | -76  |
| 10 | KTSV Eupen                  | 3   | 18 | 1  | 1 | 16 | 485 | 611 | -126 |

|                 | Qualification en playoffs et en BeNeLux Liga 2011-2012 |
|                 | Playdowns                                              |
| (T)             | Tenant du titre 2010                                   |
| en augmentation | Promu 2010                                             |
| (C)             | Vainqueur de la Coupe de Belgique 2010-2011            |

##### Évolution du Classement
- Leader du classement

| United HC Tongeren | United HC Tongeren | United HC Tongeren | United HC Tongeren | United HC Tongeren | United HC Tongeren | Initia HC Hasselt | Initia HC Hasselt | Initia HC Hasselt | Initia HC Hasselt | Initia HC Hasselt | TON | TON | I.Hasselt | I.Hasselt | I.Hasselt | I.Hasselt | I.Hasselt |  |  |  |  |  |  |  |  |  |  |  |  |
|                    |                    |                    |                    |                    |                    |                   |                   |                   |                   |                   |     |     |           |           |           |           |           |  |  |  |  |  |  |  |  |  |  |  |  |
| 01                 | 02                 | 03                 | 04                 | 05                 | 06                 | 07                | 08                | 09                | 10                | 11                | 12  | 13  | 14        | 15        | 16        | 17        | 18        |  |  |  |  |  |  |  |  |  |  |  |  |

- Journée par journée

| Club                        | 1  | 2  | 3  | 4  | 5  | 6  | 7  | 8  | 9  | 10 | 11 | 12 | 13 | 14 | 15 | 16 | 17 | 18 |
| --------------------------- | -- | -- | -- | -- | -- | -- | -- | -- | -- | -- | -- | -- | -- | -- | -- | -- | -- | -- |
| United HC Tongeren          | 1  | 1  | 1  | 1  | 1  | 1  | 3  | 2  | 2  | 2  | 2  | 1  | 1  | 2  | 2  | 2  | 2  | 2  |
| Initia HC Hasselt           | 2  | 2  | 2  | 2  | 2  | 2  | 1  | 1  | 1  | 1  | 1  | 2  | 2  | 1  | 1  | 1  | 1  | 1  |
| Achilles Bocholt            | 3  | 5  | 4  | 4  | 3  | 3  | 2  | 3  | 4  | 4  | 4  | 4  | 4  | 3  | 3  | 3  | 4  | 3  |
| Sporting Neerpelt-Lommel    | 5  | 3  | 3  | 3  | 4  | 4  | 5  | 4  | 3  | 3  | 3  | 3  | 3  | 4  | 4  | 4  | 3  | 4  |
| KV Sasja HC Hoboken         | 6  | 4  | 6  | 5  | 5  | 5  | 4  | 5  | 5  | 5  | 5  | 5  | 5  | 5  | 5  | 5  | 5  | 5  |
| HC Atomix                   | 9  | 6  | 8  | 7  | 8  | 6  | 7  | 9  | 7  | 7  | 6  | 7  | 7  | 8  | 8  | 9  | 8  | 8  |
| VOO HC Herstal-Flémalle ROC | 8  | 8  | 5  | 6  | 6  | 8  | 6  | 7  | 8  | 6  | 7  | 6  | 6  | 6  | 6  | 8  | 9  | 9  |
| Union beynoise              | 4  | 7  | 7  | 8  | 9  | 9  | 8  | 6  | 6  | 8  | 8  | 8  | 8  | 7  | 7  | 6  | 6  | 7  |
| KTSV Eupen 1889             | 7  | 9  | 9  | 10 | 10 | 10 | 10 | 10 | 10 | 10 | 10 | 10 | 10 | 10 | 10 | 10 | 10 | 10 |
| HC Eynatten-Raeren          | 10 | 10 | 10 | 9  | 7  | 7  | 9  | 8  | 9  | 9  | 9  | 9  | 9  | 9  | 9  | 6  | 7  | 6  |

#### Matchs
| Résultats (dom.\ext.)                                      | UTO   | IHA   | ABO   | SNE   | KVS   | HCA   | H-F   | UBE   | EUP   | HCER  |
| United HC Tongeren                                         |       | 28-31 | 27-29 | 20-17 | 29-27 | 30-16 | 35-27 | 31-20 | 38-21 | 26-15 |
| Initia HC Hasselt                                          | 28-28 |       | 35-24 | 40-30 | 35-24 | 32-22 | 41-27 | 38-29 | 35-20 | 40-22 |
| Achilles Bocholt                                           | 27-35 | 26-26 |       | 22-20 | 31-31 | 29-27 | 35-29 | 33-27 | 29-26 | 29-22 |
| Sporting Neerpelt-Lommel                                   | 24-28 | 28-33 | 27-26 |       | 29-28 | 37-30 | 31-23 | 32-22 | 41-37 | 28-28 |
| KV Sasja HC Hoboken                                        | 29-25 | 35-41 | 34-28 | 27-29 |       | 34-26 | 33-32 | 37-29 | 33-23 | 37-29 |
| HC Atomix                                                  | 21-36 | 30-30 | 25-33 | 24-28 | 24-34 |       | 23-17 | 33-40 | 32-32 | 33-32 |
| VOO HC Herstal-Flémalle ROC                                | 26-29 | 22-32 | 17-33 | 27-29 | 22-32 | 23-29 |       | 22-25 | 29-24 | 31-33 |
| Union Beynoise                                             | 19-29 | 29-36 | 26-36 | 32-36 | 35-39 | 30-30 | 23-27 |       | 44-30 | 34-26 |
| KTSV Eupen 1889                                            | 20-29 | 27-36 | 33-39 | 30-36 | 28-33 | 29-28 | 29-32 | 23-27 |       | 23-34 |
| HC Eynatten-Raeren                                         | 24-34 | 31-35 | 26-34 | 28-30 | 28-27 | 32-30 | 26-33 | 32-25 | 36-30 |       |
| - Victoire à domicile - Match nul - Victoire à l'extérieur |       |       |       |       |       |       |       |       |       |       |

### Play-offs

#### Classement
|   | Équipe                   | Pts | J | G | N | P | Bp  | Bc  | Diff |
| - | ------------------------ | --- | - | - | - | - | --- | --- | ---- |
| 1 | United HC Tongeren (C)   | 14  | 6 | 5 | 0 | 1 | 184 | 163 | 21   |
| 2 | Initia HC Hasselt (T)    | 11  | 6 | 4 | 0 | 2 | 176 | 161 | 15   |
| 3 | Sporting Neerpelt-Lommel | 5   | 6 | 2 | 0 | 4 | 174 | 190 | -16  |
| 4 | Achilles Bocholt         | 4   | 6 | 1 | 0 | 5 | 159 | 179 | -20  |

|     | Qualification pour la finale                        |
|     | Qualification pour le match pour la troisième place |
| (T) | Tenant du titre                                     |
| (C) | Vainqueur de la Coupe de Belgique 2010-2011         |

#### Matchs
| Résultats (dom.\ext.)                                      | UTO   | IHA   | ABO   | N-L   |
| United HC Tongeren                                         |       | 26-36 | 31-30 | 35-20 |
| Initia HC Hasselt                                          | 25-24 |       | 30-20 | 37-35 |
| Achilles Bocholt                                           | 22-30 | 27-28 |       | 27-24 |
| Sporting Neerpelt-Lommel                                   | 28-30 | 31-28 | 36-30 |       |
| - Victoire à domicile - Match nul - Victoire à l'extérieur |       |       |       |       |

#### Finales

##### Match pour la troisième place
| 14 mai 2011 | Sporting Neerpelt-Lommel | 33 - 32 | Achilles Bocholt | Sportcentrum Dommelhof, Neerpelt |

##### Finale
| 14 mai 2011 | United HC Tongeren | 21 - 23 | Initia HC Hasselt | Eburons Dôme Tongeren, Tongres |

| 21 mai 2011 | Initia HC Hasselt | 37 - 34 | United HC Tongeren | Sporthal Alverberg, Hasselt |

- Initia HC Hasselt 2 - 0 United HC Tongeren

### Play-downs

#### Classement
|   | Équipe                      | Pts | J  | G | N | P | Bp  | Bc  | Diff |
| - | --------------------------- | --- | -- | - | - | - | --- | --- | ---- |
| 1 | KV Sasja HC Hoboken         | 18  | 10 | 6 | 0 | 4 | 328 | 268 | 60   |
| 2 | HC Eynatten-Raeren          | 16  | 10 | 5 | 1 | 4 | 300 | 307 | -7   |
| 3 | HC Atomix                   | 15  | 10 | 6 | 0 | 4 | 285 | 282 | 3    |
| 4 | Union beynoise              | 14  | 10 | 5 | 0 | 5 | 297 | 304 | -7   |
| 5 | VOO HC Herstal-Flémalle ROC | 10  | 10 | 4 | 0 | 6 | 276 | 287 | -11  |
| 6 | KTSV Eupen 1889             | 8   | 10 | 3 | 1 | 6 | 291 | 329 | -38  |

|                 | Relégué en Division 2 |
| en augmentation | Promu 2010            |

#### Matchs
| Résultats (dom.\ext.)                                      | KVS   | HCA   | H-F   | UBE   | HCV   | HCER  |
| KV Sasja HC Hoboken                                        |       | 40-27 | 35-24 | 30-20 | 46-25 | 36-29 |
| HC Atomix                                                  | 26-24 |       | 29-27 | 34-28 | 31-26 | 24-22 |
| VOO HC Herstal-Flémalle ROC                                | 28-26 | 25-30 |       | 22-28 | 32-19 | 34-20 |
| Union Beynoise                                             | 34-31 | 27-26 | 28-29 |       | 36-31 | 30-33 |
| KTSV Eupen 1889                                            | 29-27 | 34-33 | 35-23 | 31-34 |       | 27-33 |
| HC Eynatten-Raeren                                         | 26-33 | 29-25 | 37-32 | 37-32 | 34-34 |       |
| - Victoire à domicile - Match nul - Victoire à l'extérieur |       |       |       |       |       |       |

#### Champion
| Champion de Belgique de handball 2010-2011 Initia Handbal Club Hasselt 11e titre |

## Bilan

### Classement final
| Rang | Équipe                      |
| ---- | --------------------------- |
| 1er  | Initia HC Hasselt           |
| 2e   | United HC Tongeren (C) (T)  |
| 3e   | Sporting Neerpelt-Lommel    |
| 4e   | Achilles Bocholt            |
| 5e   | KV Sasja HC Hoboken         |
| 6e   | HC Eynatten-Raeren          |
| 7e   | HC Atomix                   |
| 8e   | Union beynoise              |
| 9e   | VOO HC Herstal-Flémalle ROC |
| 10e  | KTSV Eupen 1889             |

|                 | Champion de Belgique et qualifiés pour la Coupe EHF 2011-2012 |
|                 | Qualifiés pour la Coupe des coupes 2011-2012                  |
|                 | Relégués en division 2                                        |
| En              | gras Qualifiés pour la BeNeLux liga 2012-2013                 |
| (T)             | Tenant du titre                                               |
| (C)             | Vainqueur de la Coupe de Belgique                             |
| en augmentation | Promu de début de saison en Division 1                        |

### Classement des Buteurs
| #  | Joueur             | Équipe                      | Buts |
| -- | ------------------ | --------------------------- | ---- |
| 01 | Jeffrey Jacobs     | KV Sasja HC Hoboken         | 125  |
| 02 | Bartosz Kedziora   | KTSV Eupen 1889             | 122  |
| 03 | Damian Kedziora    | HC Eynatten-Raeren          | 120  |
| 04 | Ivan Kopljar       | Sporting Neerpelt           | 106  |
| 05 | Maik Onink         | Achilles Bocholt            | 102  |
| 06 | Thierry Finet      | VOO HC Herstal-Flémalle ROC | 101  |
| 07 | Bart Köhlen        | Initia HC Hasselt           | 98   |
| 08 | Balasz Somogy      | Sporting Neerpelt           | 92   |
| 09 | Johannes Verhoeven | HC Atomix                   | 90   |
| 10 | Jos Riské          | HC Atomix                   | 85   |

### Parcours en coupes d'Europe
Le parcours des clubs belges en coupes d'Europe est important puisqu'il détermine le coefficient EHF, et donc le nombre de clubs espagnoles présents en coupes d'Europe les années suivantes.
| Club               | Compétition     | Tour d'entrée | Résultat           | Dernier adversaire          |
| United HC Tongeren | Coupe EHF       | 1er tour      | éliminé au 2e tour | RK Étoile rouge de Belgrade |
| Initia HC Hasselt  | Coupe Challenge | 3e tour       | éliminé au 3e tour | CS Ştiinţa MD Bacău         |

### Bilan de la saison
| Tableau d'honneur de la saison 2010-2011 |                    |                |
| Compétition                              | Vainqueur          | Commentaire    |
| Championnat de Belgique                  | Initia HC Hasselt  | 11e titre      |
| Coupe de Belgique                        | United HC Tongeren | 5e victoire    |
| Qualifications européennes               |                    |                |
| Compétition                              | Qualifiés          | Qualifiés      |
| Coupe EHF                                | Initia HC Hasselt  | Premier tour   |
| Coupe des coupes                         | United HC Tongeren | Troisième tour |
| Promotions et relégations                |                    |                |
| Promu en Division 1 (D1)                 | HC Visé BM         | 1er (D2)       |
| Relégation en Division 2 (D2)            | KTSV Eupen 1889    | 10e            |